# 切里尼奧拉
切里尼奧拉是位於義大利南部普利亞大區福賈省的一個城市。距福賈東南40公里。切里尼奧拉是義大利面積第三大的市，面積593.71平方公里。

## 友好城市
- 意大利维齐尼
- 西班牙蒙蒂利亚
- 法国内穆尔